# Pro Evolution Soccer 3
Pro Evolution Soccer 3 (conocido como World Soccer: Winning Eleven 7 en su versión japonesa) es un videojuego de fútbol para PlayStation 2 y PC que se lanzó a la venta en 2003. Este es el tercer videojuego de la serie Pro Evolution Soccer. Además, fue el primero que se vendió para PC.
En la portada se aprecia al árbitro Pierluigi Collina.

## Demo
No se conoce la fecha de la creación del demo.
el demo está conformado con 4 selecciones, que son las selecciones de Alemania, España, Inglaterra e Italia.
Se juega en un tiempo determinado de 5 minutos.

## Modos de juego
- Modo Partido: En este modo se encuentran:
  - Exhibición: El jugador elige dos equipos para disputar un partido amistoso.
  - Partido de Penaltis: El jugador elige dos equipos para disputar un partido amistoso por penaltis.

- Modo Liga Máster: En este modo el jugador debe elegir un equipo de los presentes en el juego y realizar transferencias en el mismo, jugando partidos en la liga seleccionada.

- Modo Entrenamiento: En este modo el jugador debe elegir un equipo para entrenarse a su manera.

- Modo Crear: En este modo el jugador puede modificar a los jugadores, sus apariencias, sus estadísticas, los equipos, los nombres de jugadores y equipos, crear equipaciones y estrategias, entre otras opciones.

## Selecciones nacionales
Para esta edición, las selecciones nacionales son las mismas que la entrega anterior

### Europa(31)
| - Alemania - Austria - Bélgica - Bulgaria - Croacia - Dinamarca - Escocia - Eslovaquia - Eslovenia - España - Finlandia - Francia - Gales - Grecia - Hungría - Inglaterra | - Irlanda - Irlanda del Norte - Italia - Noruega - Países Bajos - Polonia - Portugal - República Checa - Rumania - Rusia - Serbia y Montenegro - Suecia - Suiza - Turquía - Ucrania |

### África(7)
| - Camerún - Egipto - Marruecos - Nigeria | - Túnez - Senegal - Sudáfrica |

### América delNortey delSur(12)
| - Argentina - Brasil - Chile - Colombia - Costa Rica - Ecuador | - Estados Unidos - Jamaica - México - Paraguay - Perú - Uruguay |

### AsiayOceanía(6)
| - Arabia Saudita - Australia - China | - Corea del Sur - Irán - Japón |

## Clubes
Trae 62 equipos, 6 con nombres licenciados.

### Clubes licenciados
| - Juventus - Lazio - Milan - Parma - Roma - Feyenoord |

### Clubes no licenciados
| - Bayer Leverkusen - Rhein - Bayern Munich - Rekordmeister - Borussia Dortmund - Westfalen - Hamburg - Hanseaten - Hertha Berlin - Hauptstadt - Schalke 04 - Ruhr - Werder Bremen - Weser - Anderlecht - Bruxelles - Celtic - Old Firm Green - Rangers - Old Firm Blue - Atlético Madrid - Manzanares - Barcelona - Cataluña - Celta Vigo - Galicia Sur - Deportivo La Coruña - Galicia Norte - Real Betis - Guadalquivir - Real Madrid - Chamartín - Real Sociedad - Donosti - Valencia - Naranja - Auxerre - Bourgogne - Bordeaux - Aquitaine - Lens - Nord - Olympique Lyonnais - Rhone - Olympique de Marseille - Languedoc - Monaco - Azur - Paris Saint-Germain - Ile De France - Olympiacos - Peloponnisos - Panathinaikos - Athenakos - Arsenal - North London | - Aston Villa - West Midlands Village - Blackburn Rovers - Lancashire - Chelsea - West London Blue - Everton - Merseyside Blue - Fulham - West London White - Leeds United - Yorkshire - Liverpool - Merseyside Red - Manchester City - Lloyd - Manchester United - Trad Bricks - Newcastle United - Tyneside - Tottenham Hotspur - North East London - West Ham United - East London - Bologna - Emilia Sud - Brescia - Longobardi - Chievo - Veneto - Internazionale - Lombardia - Perugia - Umbria - Udinese - Abruzzi - Ajax - Museumplein - PSV - Stadhuisplein - Benfica - Lisbonera - Porto - Puerto - Sporting de Lisboa - Esportiva - Sparta Praga - Praha - Spartak Moscow - Valdai - Fenerbahçe - Constantinahce - Galatasaray - Byzantinobul - Dynamo Kyiv - Marmara |